# Tatsuhiro Sakamoto
Tatsuhiro Sakamoto (jap. 坂元 達裕, Sakamoto Tatsuhiro; * 22. Oktober 1996 in der Präfektur Tokio) ist ein japanischer Fußballspieler.

## Verein
Tatsuhiro Sakamoto erlernte das Fußballspielen in der Jugendmannschaft des FC Tokio, in der Schulmannschaft der Maebashi Ikuei High School sowie in der Universitätsmannschaft der Tōyō-Universität. Von September 2018 bis Januar 2019 wurde er von der Tōyō-Universität an den Zweitligisten Montedio Yamagata ausgeliehen. Nach Ende der Ausleihe wurde er dann fest verpflichtet und absolvierte 2019 insgesamt 44 Ligaspiele und traf dabei sieben Mal. 2020 wechselte er zum Erstligisten Cerezo Osaka nach Osaka. Sein J1 League-Debüt gab er am 22. Februar 2020 im Heimspiel gegen Ōita Trinita.
Anfang Januar 2022 wurde Sakamoto für den Rest der Saison 2021/22 mit anschließender Kaufoption an den belgischen Erstdivisionär KV Ostende verliehen. Er bestritt 12 von 13 möglichen Ligaspielen für Ostende. Mitte Mai 2022 machte Ostende von der Kaufoption Gebrauch und schloss mit Sakamoto einen Zweijahresvertrag ab. In der Saison 2022/23 bestritt er 30 von 34 möglichen Ligaspielen sowie zwei Pokalspiele für Ostende und stieg mit der Mannschaft am Saisonende in die Division 1B ab.
Nach dem Abstieg verließ er die Belgier und wechselte zum englischen Zweitligisten Coventry City.

### Nationalmannschaft
Am 7. Juni 2021 gab Sakamoto sein Debüt für die japanische A-Nationalmannschaft im WM-Qualifikationsspiel gegen Tadschikistan. Beim 4:1-Sieg in Osaka wurde er in der Halbzeitpause für Genki Haraguchi eingewechselt.